# Moiré cendré
Pour les articles homonymes, voir Moiré.
Erebia pandrose
Espèce

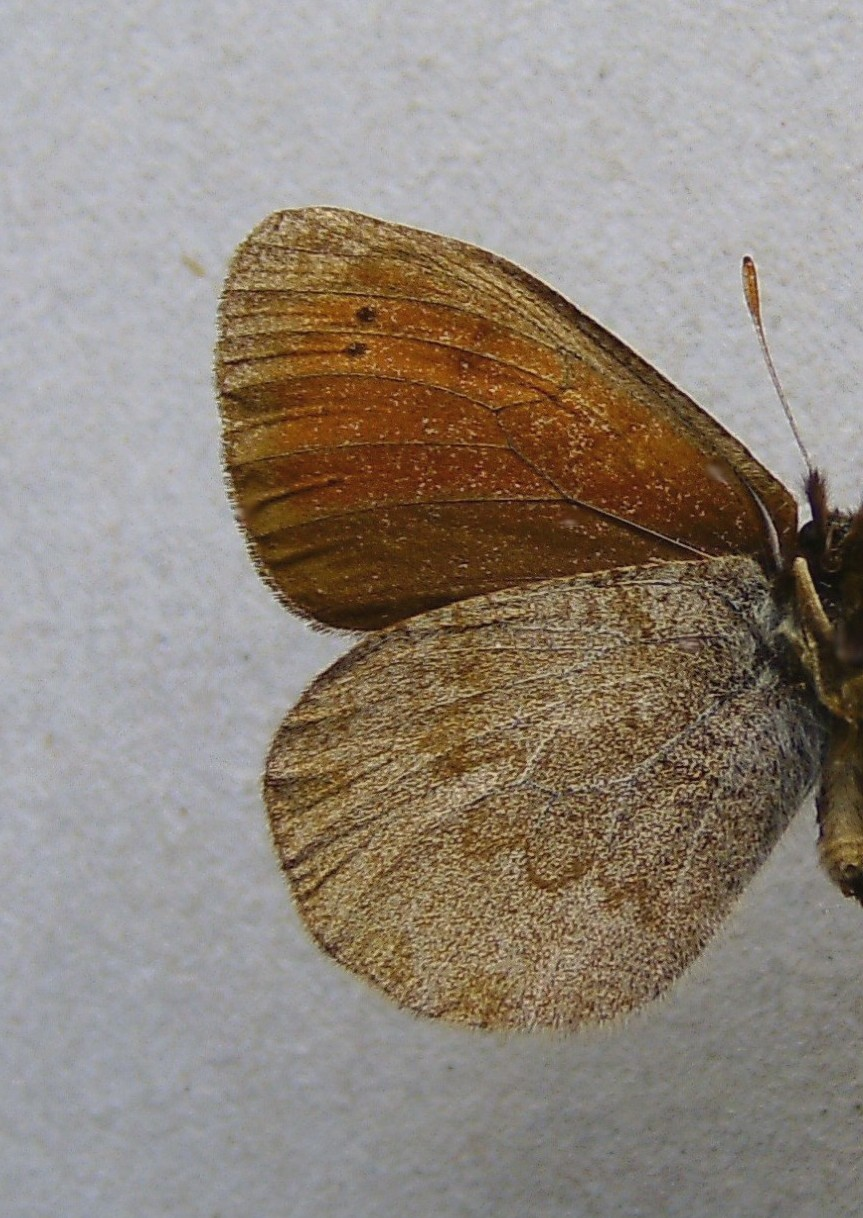
revers

Le Moiré cendré ou Grand nègre bernois (Erebia pandrose) est un lépidoptère appartenant à la famille des Nymphalidae, à la sous-famille des Satyrinae et au genre Erebia.

## Dénomination
Erebia pandrose a été nommé par Moritz Balthasar Borkhausen en 1788.
Synonymes : Papilio pandrose Borkhausen, 1788; Papilio lappona Thunberg, 1791,.

### Noms vernaculaires
Le Moiré cendré ou Grand nègre bernois se nomme Dewy Ringlet en anglais et Graubrauner Mohrenfalter en allemand.

## Sous-espèces
Erebia pandrose yernikensis Korshunov, 1995 ; dans le sud de la Sibérie.

## Description
Le Moiré  cendré est un petit papillon, marron orné aux antérieures d'une bande postmédiane orange entrecoupée par les nervures et marquée d'une ligne d'ocelles noirs aveugles, et aux postérieures une ligne de discrètes taches orange centrées chacune d'un ocelle noir aveugle.
Le revers des antérieures est cuivre orangé avec une ligne d'ocelles noirs aveugles, les postérieures sont chinées de gris beige et marron avec une large bande plus claire.

## Biologie

### Période de vol et hivernation
Il vole de début juin à mi-août, en juillet en Laponie, en une seule génération.

### Plantes hôtes
Les plantes hôtes des chenilles sont diverses graminées, Festuca et Poa,.

## Écologie et distribution
Il est présent dans les régions alpines et arctiques d'Europe sous forme de nombreux petits isolats, dans les Pyrénées en Espagne, Andorre, France, dans les Alpes en Italie, Slovénie, Roumanie, Bosnie, Serbie, Macédoine  et Bulgarie et dans le nord de l'Europe, Suède, Norvège et Finlande, puis dans les régions polaires d'Asie dans le sud de la Sibérie et Mongolie,.
En France métropolitaine il est présent dans les Pyrénées-Orientales et dans quatre départements des Alpes, Isère, Hautes-Alpes, Alpes-de-Haute-Provence et Alpes-MaritimesINPN répartition. Pour d'autres son aire serait un peu plus étendue recouvrant aussi l'Ariège, la Savoie, la Haute-Savoie.

### Biotope
Il réside dans des vallées d'altitude et sur des pentes tourbeuses.

### Protection
Pas de statut de protection particulier. Mais la Bulgarie a recommandé son inscription comme vulnérable.